# Petra Mandula
Petra Mandula (Budapest, 17 gennaio 1978) è un'ex tennista ungherese.

## Biografia
Figlia di Janos e Katalin Hegedus, rispettivamente un dentista e la sua assistente alla poltrona, ha due sorelle, Diana e Stephanie. Ha sempre preferito i campi di terra battuta. Durante l'infanzia ha giocato anche a squash.
Sconfisse in finale al Tashkent Open 2001 Tetjana Perebyjnis e Tat'jana Puček con il punteggio di 6-1, 6-4. Nell'occasione aveva fatto coppia con Patricia Wartusch.
All'Open di Francia 2001 - Singolare femminile giunse ai quarti di finale venendo eliminata da Kim Clijsters. Vinse due GDF SUEZ Grand Prix doppio, nel 2003 (in coppia con Olena Tatarkova) e nel 2004 con Barbara Schett sconfiggendo Ágnes Szávay e Virag Nemeth con il risultato di 6-3, 6-2.
Nel ranking raggiunse la 30ª posizione il 17 maggio del 2004.
Prese parte a due edizioni olimpiche (2000 e 2004), perdendo in entrambe al primo turno.
Dopo il ritiro ha aperto un'accademia di tennis.

## Statistiche

### Risultati in progressione
| Sigla | Risultato               |
| ----- | ----------------------- |
| V     | Vincitore               |
| F     | Finalista               |
| SF    | Semifinalista           |
| O     | Oro olimpico            |
| A     | Argento olimpico        |
| SF    | Bronzo olimpico         |
| QF    | Quarti di Finale        |
| 4T    | Quarto turno            |
| 3T    | Terzo turno             |
| 2T    | Secondo turno           |
| 1T    | Primo turno             |
| RR    | Round Robin             |
| LQ    | Turno di qualificazione |
| A     | Assente                 |
| ND    | Non disputato           |

| Legenda superfici    |
| -------------------- |
| Cemento              |
| Terra battuta        |
| Erba                 |
| Superficie variabile |

#### Singolare nei tornei del Grande Slam
| Torneo          | 2000 | 2001 | 2002 | 2003 | 2004 | 2005 |
| --------------- | ---- | ---- | ---- | ---- | ---- | ---- |
| Australian Open | 1T   | A    | 2T   | 2T   | 3T   | 2T   |
| Open di Francia | 2T   | QF   | 1T   | 4T   | 2T   | 1T   |
| Wimbledon       | 1T   | 2T   | 1T   | 2T   | 1T   | A    |
| US Open         | 1T   | 1T   | 2T   | 2T   | 1T   | A    |

#### Doppio nei tornei del Grande Slam
| Torneo          | 2000 | 2001 | 2002 | 2003 | 2004 | 2005 |
| --------------- | ---- | ---- | ---- | ---- | ---- | ---- |
| Australian Open | A    | 3T   | 1T   | SF   | 3T   | 1T   |
| Open di Francia | A    | 2T   | QF   | 3T   | 1T   | A    |
| Wimbledon       | A    | 1T   | 1T   | QF   | 3T   | A    |
| US Open         | A    | 2T   | 1T   | 3T   | 1T   | A    |

#### Doppio misto nei tornei del Grande Slam
| Torneo          | 2000 | 2001 | 2002 | 2003 | 2004 | 2005 |
| --------------- | ---- | ---- | ---- | ---- | ---- | ---- |
| Australian Open | A    | A    | A    | A    | 1T   | A    |
| Open di Francia | A    | A    | A    | 2T   | QF   | A    |
| Wimbledon       | A    | A    | A    | 1T   | A    | A    |
| US Open         | A    | A    | QF   | 1T   | 1T   | A    |

## Vittorie contro giocatrici Top 10
| Stagione | 2003 | 2004 | Totale |
| Vittorie | 2    | 1    | 3      |

| #    | Giocatrice             | Ranking | Evento                        | Superficie  | Turno | Punteggio        | Rank. PMR |
| ---- | ---------------------- | ------- | ----------------------------- | ----------- | ----- | ---------------- | --------- |
| 2003 |                        |         |                               |             |       |                  |           |
| 1.   | Anastasija Myskina (1) | 10      | Open di Francia, Parigi       | Terra rossa | 2T    | 6-3, 6-4         | 75        |
| 2.   | Anastasija Myskina (2) | 10      | Idea Prokom Open, Sopot       | Terra rossa | QF    | 6-4, 3-0 rit.    | 52        |
| 2004 |                        |         |                               |             |       |                  |           |
| 3.   | Jennifer Capriati      | 8       | Family Circle Cup, Charleston | Terra verde | 3T    | 7-6(3), 3-6, 7-5 | 42        |